# Elongase
De enzymen elongase en desaturase zijn om en om werkzaam bij de synthese van onverzadigde vetzuren met lange ketens.
Het elongase enzym verlengt de koolstofketen met twee koolstofatomen.
Het desaturase enzym maakt een koolstof-koolstof dubbele binding in de verlengde vetzuurketen.
Beide enzymen zijn specifiek werkzaam voor koolstofatomen op een bepaalde afstand van de carboxylgroep.
Er ontstaan twee series onverzadigde verbindingen. Deze worden in de literatuur aangeduid met n-3 vetzuur en n-6 vetzuur.